# Semiothisa signaria
Semiothisa signaria is een vlinder uit de familie van de spanners (Geometridae). De wetenschappelijke naam van de soort is voor het eerst geldig gepubliceerd in 1808 door Hübner, 180.